# CosMc's
CosMc's (pronunciado «cosmics») es un restaurante de comida rápida estadounidense, un derivado de McDonald's. Se inauguró el 7 de diciembre de 2023 en Bolingbrook, Illinois, y se espera que se abran otras nueve ubicaciones en Texas en 2024.

## Historia

### Antecedentes
El nombre CosMc se originó como un personaje de McDonaldland y apareció en los anuncios de McDonald's de 1986 a 1992. Es un extraterrestre que «anhela la comida de McDonald's». En la década de 1990, McDonald's intentó crear otras empresas derivadas, como comprando Donatos Pizza, Boston Market y Chipotle Mexican Grill, pero finalmente fracasaron y McDonald's vendió sus participaciones en las mismas.
En 2023, McDonald's comenzó a centrarse más en sus mascotas y la comida de cumpleaños Grimace se convirtió en un fenómeno viral en Internet. El negocio de venta de cafés especiales ha ido creciendo, lo que el director general de McDonald's, Chris Kempczinski, describe como una «categoría atractiva y de rápido crecimiento». CNN describió a CosMc's como la «respuesta de McDonald's a Starbucks».

### Lanzamiento
La cadena se anunció en julio de 2023. La primera tienda CosMc's abrió el 7 de diciembre de 2023 en Bolingbrook, Illinois. El día de la inauguración se produjo una gran cola de clientes en el drive-thru.
Para 2024, McDonald's planea tener diez tiendas operativas, incluidas nueve en Texas. El director general de McDonald's, Chris Kempczinski, dijo que la empresa evaluaría las diez tiendas durante el próximo año y añadió: «No nos entusiasmemos demasiado».

## Operaciones
CosMc's está destinado a vender meriendas y café, y McDonald's lo ha visto como un intento de ingresar al mercado del café de los Estados Unidos  y al creciente mercado de bebidas para autoservicio.
Los establecimientos de CosMc ocuparán menos espacio que un McDonald's normal. CosMc's venderá comida «dirigida a personas muy golosas». Venderá una gama de productos que no se venden en McDonald's, como 10 nuevas bebidas. También venderá alimentos también disponibles en McDonald's, como el Egg McMuffin. La primera tienda de CosMc tiene cuatro drive thrus.

## Diseño
Los edificios de CosMc serán de color violeta azulado y tendrán gráficos amarillos.